# Graphania sphagnea
Graphania sphagnea là một loài bướm đêm trong họ Noctuidae.